# Hoàng Rob
Trương Nhật Hoàng (sinh ngày 30 tháng 6 năm 1991), thường được biết đến với nghệ danh Hoàng Rob, là một nam nghệ sĩ vĩ cầm, nhạc sĩ, nhà soạn nhạc kiêm nhà sản xuất thu âm người Việt Nam. Anh là nghệ sĩ nhạc cụ duy nhất từng giành giải Cống hiến với hạng mục "Nghệ sĩ mới của năm" vào năm 2017.
Hoàng Rob bắt đầu tự học vĩ cầm vào năm 2006 và theo đuổi phong cách hòa tấu kết hợp cùng các thể loại âm nhạc hiện đại. Trong thời gian theo học tài chính kế toán tại Đại học Quốc gia Hà Nội, anh thành lập nên ban nhạc hòa tấu Gen9, gây tiếng vang đáng kể trong cộng đồng yêu nhạc ở Thủ đô. Năm 2015, Hoàng Rob được công chúng biết tới sau khi thực hiện video ca khúc "Say You Do" của ca sĩ Tiên Tiên với các cảnh quay hùng vĩ của Sơn Đoòng, nhằm quảng bá cho du lịch tỉnh Quảng Bình. Các nhạc phẩm tiếp theo của anh như "Tự nguyện", "Mưa bóng mây", "Tiếng vọng", "Cầu vồng đêm mưa", "Độc ẩm", "Xin mưa rơi nhanh"... đều được đánh giá cao và nhận được nhiều sự ca ngợi từ công chúng. Cuối năm 2016, Hoàng Rob ra mắt album phòng thu đầu tay Hừng đông sản xuất bởi Khắc Hưng. Chương trình hòa nhạc cùng tên được trình diễn tại Hà Nội và là DVD định dạng USB đầu tiên tại Việt Nam. EP đầu tay của anh mang tên Trò chuyện được phát hàng vào tháng 7 năm 2019 dưới dạng CD và đĩa than hợp tác cùng nhiều ca sĩ đương đại nổi tiếng Việt Nam. Mùa hè vĩnh cửu, album phòng thu thứ hai của anh được ra mắt vào tháng 7 năm 2022 sau thời gian đại dịch COVID-19.
Hoàng Rob cũng là gương mặt đại diện của Việt Nam trình diễn tại nhiều chương trình và Liên hoan âm nhạc quốc tế, có thể kể tới Festival Huế và APEC Việt Nam 2017. Anh hiện công tác tại Bộ Văn hóa, Thể thao và Du lịch.

## Tiểu sử
Trương Nhật Hoàng sinh năm 1991 tại Quảng Bình. Sinh ra trong một gia đình không có ai làm nghệ thuật, anh đến với âm nhạc bằng việc tự học và chơi guitar trong vòng 5 năm. Anh bắt đầu tập chơi vĩ cầm vào những năm cuối cấp 2 bằng cách "tự mày mò những đĩa VCD tự sao của các nghệ sĩ nổi tiếng như Vanessa, Mae, Bond, Yanni, Kitaro để xem". Số tiền tiết kiệm đầu tiên đã được anh dành để mua cây vĩ cầm có giá 700.000 đồng trong một lần trốn gia đình về Huế (quê ngoại). Anh chính thức học vĩ cầm vào năm 16 tuổi nhưng không đi theo dòng nhạc cổ điển mà chú trọng nhiều hơn vào các thể loại hiện đại, đặc biệt là cổ điển giao thoa.
Năm 2009, Hoàng Rob theo học ngành Tài chính ngân hàng tại Đại học Quốc gia Hà Nội. Tại Hà Nội, anh tự bỏ tiền cá nhân để theo học nghệ sĩ vĩ cầm Trần Anh Tú 1 buổi/tuần. Sau 2 năm, anh bắt đầu đi diễn tại một số tụ điểm âm nhạc ở Thủ đô. Thù lao thấp nhưng nhờ quãng thời gian này, anh đã có cơ hội chơi cho nhiều nghệ sĩ nổi tiếng. Năm 2013, anh cùng Lê Nga (cello) và Đặng Thùy My (vĩ cầm) thành lập nên nhóm hòa tấu Gen9 (Generation 9x). Ban nhạc được nhiều người gọi là "Bond Việt Nam" vì phong thái trình diễn có nhiều nét tương đồng.

## Sự nghiệp

### 2015–18:Hừng đông
Năm 2015, Hoàng Rob nhận lời mời tham gia trình diễn trong các ca khúc "Xin mưa rơi nhanh" của Trung Quân, và đặc biệt "Độc ẩm" của Kiều Anh đã kết hợp hài hòa vĩ cầm với ca trù truyền thống của Việt Nam. Tháng 8 cùng năm, anh trở thành hiện tượng trên các trang mạng xã hội khi trình diễn lại ca khúc "Say You Do" của nữ ca sĩ Tiên Tiên tại Hang Tiên, Sơn Đoòng nhằm quảng bá du lịch cho quê hương Quảng Bình. Tên tuổi của anh nhanh chóng nhận được sự chú ý, và ngay lập tức anh có được lời mời tham gia vào nhiều chương trình trình diễn trên toàn quốc. Chuỗi video quảng bá du lịch Việt Nam mang tên "Tự nguyện" được anh hoàn tất trong năm 2015 với 3 video tiếp theo là "Tự nguyện" (Huế), "Cầu vồng đêm mưa" (Hội An) và "Vùng đất quên lãng" (Quảng Bình). Các video này được phát hành kèm CD và sách do chính anh biên soạn, với sự hỗ trợ hòa âm phối khí và sản xuất từ nhạc sĩ Khắc Hưng.
"Mỗi vùng đất trên đất nước Việt Nam đều có những câu chuyện khác nhau, với những cách nhìn khác nhau. Mỗi cá nhân đều có khả năng đóng góp vào nền du lịch của đất nước theo những cách khác nhau. Âm nhạc nghệ thuật và thiên nhiên luôn mang lại những trải nghiệm tích cực để bản thân con người nói chung, và người nghệ sĩ nói riêng có thể thoả sức khám phá. Tình yêu quê hương đất nước không xa vời mà luôn gắn liền với những người trẻ, từ những hành động nhỏ nhất."
Hoàng Rob tiếp tục năm 2016 với nhiều bản hòa tấu các ca khúc đang thịnh hành, như "Sau tất cả", "Chuyện của mùa đông" hay "Cô bé mùa đông". Tháng 4, Gen9 được mời trình diễn tại Festival Huế 2016, và anh chính là nghệ sĩ Việt Nam duy nhất có 3 đêm diễn riêng biệt trong khuôn khổ chương trình này. Khách mời của đêm diễn còn có ca sĩ Hoàng Dũng và biên đạo múa Thảo Nguyễn. Ngoài các bản nhạc đang được hâm mộ, anh còn trình bày nhiều giai điệu truyền thống của dân ca Việt Nam, như "Con cò", "Mái đình làng biển", "Bèo dạt mây trôi", "Trống cơm", "Chiếc khăn piêu",...
Hoàng Rob tốt nghiệp Thạc sĩ ngành Tài chính kế toán tại Đại học Quốc gia Hà Nội. Tuy nhiên, anh không theo sự nghiệp ngân hàng của gia đình. Tối tập luyện, ban ngày anh vẫn là công chức phụ trách công tác Đoàn tại Bộ Văn hóa, Thể thao và Du lịch. Anh chia sẻ: "Công việc là đi cơ sở làm chương trình tình nguyện và gặp gỡ các bạn trẻ. Ngoài chuyên môn, tôi còn được giao tổ chức các sự kiện biểu diễn. Nói chung là khá bận rộn chứ không phải ngồi bàn giấy."
Từ năm 2014, Khắc Hưng và Hoàng Rob đã có dự định sản xuất chung một album chủ đề theo phong cách cổ điển giao thoa. Dự án được khởi động vào đầu năm 2016, với toàn bộ 10 ca khúc do Khắc Hưng sáng tác. Gen9, các ca sĩ Kiều Anh, Trần Thu Hà và nghệ sĩ đàn nhị Trần Văn Xâm là các khách mời góp phần đem lại màu sắc đa dạng cho album này. Dự án được lấy tên Hừng đông, với album được phát hành vào tháng 11 năm 2016, cùng một chương trình hòa nhạc cùng tên được tổ chức vào ngày 26 tháng 12 tại Nhà hát Lớn Hà Nội với sự tham gia của các ca sĩ Thu Phương, Hoàng Quyên và nghệ sĩ múa Linh Nga. Chương trình bao gồm 17 ca khúc được đạo diễn bởi Cao Trung Hiếu.
Hừng đông đưa Hoàng Rob trở thành nghệ sĩ vĩ cầm độc lập đầu tiên tại Việt Nam thực hiện dự án chỉn chu (CD và hòa nhạc). Đúng một năm sau vào ngày 27 tháng 12 năm 2017, anh cho phát hành DVD cùng tên ghi hình lại toàn bộ buổi diễn tại Nhà hát Lớn Hà Nội, trở thành DVD định dạng USB đầu tiên tại Việt Nam. Hừng đông nhận được nhiều đánh giá tích cực, được coi là làn gió mới mẻ vào nền âm nhạc đương đại. Dự án Hừng đông giúp anh có được đề cử sơ khảo cho hạng mục "Album của năm" và sau đó đoạt giải "Nghệ sĩ mới của năm", đồng thời giúp Khắc Hưng giành cú đúp "Nhạc sĩ của năm" và "Nhà sản xuất của năm" tại Giải thưởng Âm nhạc Cống hiến lần thứ 12 vào tháng 4 năm 2017. "Mưa bóng mây" sau đó trở thành một trong những giai điệu được hãng Hàng không quốc gia Việt Nam Vietnam Airlines chọn là giai điệu tiễn khách sau mỗi chuyến bay. Video âm nhạc của ca khúc này được quay tại hồ Tuyền Lâm, Đà Lạt và ra mắt vào tháng 5 năm 2020.
Trong năm 2017, Hoàng Rob trở thành khách mời trình diễn cho hàng loạt chương trình, có thể kể tới Menard Concert, Dior Concert, Mãi mãi hoàng kim, Vietnam Fashion Week, hay Festival hoa Đà Lạt. Ngoài ra, anh là một trong những nghệ sĩ Việt Nam được vinh dự trình diễn tại Hội nghị thượng đỉnh APEC Việt Nam 2017. Vào tháng 10, anh tham gia trình diễn trong buổi diễn kết thúc Tuần lễ Thời trang Việt Nam Xuân–Hè 2018.
Đầu năm 2018, Hoàng Rob ra mắt video âm nhạc mới trình diễn hòa tấu ca khúc "Bài ca tháng sáu" của Đỗ Bảo do nhạc sĩ Lưu Quang Minh chuyển soạn. Sau đó, anh cùng Gen9 tiếp tục đại diện cho Việt Nam trình diễn tại Festival Huế 2018 với chương trình mang tên Mặt trời Phương Đông. Chương trình bao gồm một số bản nhạc của dự án Hừng đông, theo kèm nhiều giai điệu nổi tiếng như "Chiếc khăn piêu", "Inh lả ơi", "Trống cơm", "Bèo dạt mây trôi"... với sự tham gia của dàn nhạc Maius Philharmonic (nhạc trưởng Lưu Quang Minh) cùng các ca sĩ Kiều Anh, Hoàng Dũng, Nguyễn Trần Trung Quân và nghệ sĩ đàn nhị Trần Văn Xâm.

### 2019–2022:Trò chuyện
Hoàng Rob thử nghiệm liveshow cá nhân đầu tiên của mình mang tên Private Concert vào cuối năm 2018. Chuỗi chương trình tiếp tục với đêm diễn được tổ chức tại Nhà hát Lớn Hà Nội ngày 25 tháng 1 năm 2019. Ca sĩ Tùng Dương với 2 ca khúc "Chiếc khăn piêu" và "Mang thai" là nghệ sĩ khách mời duy nhất của chương trình, bên cạnh các bản hòa tấu "Vùng đất quên lãng", "Đối thoại", "Tiếng vọng", "Mưa bóng mây"... Đây cũng chính là cơ sở để Hoàng Rob sau đó thực hiện chương trình hòa nhạc mang tên Viễn Du – Live violin Concert, tối ngày 9 tháng 1 năm 2020, trên du thuyền Saigon Princess tại thành phố Hồ Chí Minh, với sự tham gia của 2 ca sĩ Trần Thu Hà và Bùi Lan Hương, nhóm Gen9, nghệ sĩ Trần Văn Xâm và nhạc trưởng Trần Nhật Minh.
Ngày 31 tháng 7 năm 2019, Hoàng Rob giới thiệu album thứ hai, và cũng là mini-album đầu tay mang tên Trò chuyện tại thành phố Hồ Chí Minh. Album bao gồm 5 ca khúc mới được sáng tác bởi các nhạc sĩ Khắc Hưng, Hoàng Dũng, Ngô Hoàng Huy, Quốc Juro và được Khắc Hưng, Thành Vương, Anh Vũ, Duy Khánh hòa âm, phối khí, bên cạnh bản phối mới của ca khúc "Mây bay cuối trời" (Trần Thu Hà). Kiều Anh, Thu Phương, Quang Dũng, Đức Phúc và Lê Hiếu là các ca sĩ tham gia dự án này. Quá trình thực hiện gặp chút khó khăn về không gian và thời gian do nhiều nghệ sĩ ở nước ngoài. Bản thân Hoàng Rob cũng rất cẩn thận trong việc lựa chọn ca khúc, thậm chí chỉnh sửa từng nốt.
"Âm nhạc không còn để thể hiện cá tính của bản thân [Hoàng], mà âm nhạc cần phải chạm được đến số đông khán giả... Cũng có nhiều thử thách, vì làm thế nào để trong phần chuyên sâu làm nhạc mà có thể thể hiện được vĩ cầm như một giọng ca, để tất cả có thể cùng tôn nên một bức tranh đẹp."
Hai video clip trích từ album "Thế là thôi" và "Đừng rời xa tôi" được ra mắt vào tháng 7 năm 2019 và tháng 1 năm 2020. Ngoài các ấn bản CD và kỹ thuật số, album còn được phát hành hạn chế với 50 bản đĩa than.
Về album này, báo điện tử Vietnamplus đánh giá rất cao sự "trưởng thành" của Hoàng Rob khi một mình trực tiếp lựa chọn bài và nghệ sĩ cộng tác, quan trọng hơn cả đó là khao khát "bình dân hóa âm nhạc cổ điển". Tờ báo cũng nhấn mạnh sự hài hòa trong phong cách của 6 ca sĩ, đồng thời khẳng định Hoàng Rob "luôn tự nỗi lực đổi mới mình, mang đến làn gió mới cho nhạc Việt". Đài truyền hình Việt Nam khen ngợi "tính giản dị" trong màu sắc pop ballad của album để tạo nên "cuộc song hành ngoạn mục, đầy cảm xúc" giữa tiếng đàn vĩ cầm và giọng hát "để kể với khán giả những câu chuyện tình yêu lắng đọng". Đài truyền hình Quảng Bình thì ghi nhận Trò chuyện đã "định hình phong cách, tư duy chơi nhạc của Hoàng Rob với sự giao thoa giữa cổ điển và hiện đại, dân gian và đương đại, mang đậm màu sắc cá nhân nhưng vẫn hướng đến số đông."

### 2022–nay:Mùa hè vĩnh cửu

Hoàng Rob trình diễn concert Mùa hè vĩnh cửu, tháng 7 năm 2022 tại Thành phố Hồ Chí Minh

Sau một thời gian lưu diễn quá nhiều, Hoàng Rob cảm thấy căng thẳng và tìm tới nhiều niềm vui khác như nấu ăn, thiền và yoga. Trong thời gian giãn cách xã hội vì đại dịch COVID-19, anh đọc tác phẩm Mùa hè vĩnh cửu của nhà văn Albert Camus và lên ý tưởng và sản xuất album phòng thu thứ hai của mình. Album còn được lấy cảm hứng từ chủ nghĩa hiện sinh của nhà văn Ernest Hemingway. Tương tự với Hừng đông, Hoàng Rob tiếp tục thể hiện toàn bộ album với những sáng tác mới, thay vì những giai điệu cũ quen thuộc. Theo anh, album được sản xuất trong vòng 3 năm, lấy cảm hứng từ "một 'mùa hè vĩnh cửu' có cả 'sao băng', những 'chuyến phiêu lưu', cả 'tháng Sáu' và không thể thiếu 'bữa tiệc phù hoa'" — đều là tên các bản nhạc trong album. 
Khác với những album trước đó của mình, anh chủ động lựa chọn những giai điệu theo cấu trúc nhạc pop, với phần hòa âm điện tử được phụ trách bởi Touliver và SlimV. Mùa hè vĩnh cửu cũng ghi nhận sự tham gia cộng tác của những gương mặt mới bao gồm Bùi Lan Hương ("Sunday love"), Hoàng Dũng ("Giấc mơ giữa đại lộ") và Hồ Ngọc Hà ("Bữa tiệc phù hoa"). Mùa hè vĩnh cửu do Yin Yang Media sản xuất và chỉ phát hành 1.000 đĩa vật lý, ngoài ra phân phối trên toàn bộ nền tảng số. Album chính thức ra mắt vào ngày 22 tháng 7 năm 2022 và đạt vị trí #1 Album iTunes Chart sau 2 tiếng ra mắt. Trong tháng 7 năm 2022, Hoàng Rob cũng giới thiệu video âm nhạc "Sunday Love" (sáng tác của chính anh và SlimV) và video lyric "Bữa tiệc phù hoa" (sáng tác của Mew Amazing và Touliver) trên nền tảng YouTube.
Để đưa Mùa hè vĩnh cửu thành một album chủ đề hoàn chỉnh, Hoàng Rob quyết định đột phá với việc tổ chức một triển lãm đa phương tiện mang tên Muzik Exhibition vào cuối tháng 7 năm 2022 tại Thành phố Hồ Chí Minh, bao gồm các không gian tích hợp sắp đặt ánh sáng, công nghệ 3D mapping, thời trang, trình chiếu và hòa nhạc trực tiếp. Sự kiện đưa hơn 200 khách mời trải nghiệm tất cả các ca khúc trong album thông qua 5 căn phòng với 5 concept khác nhau. Đây là "triển lãm âm nhạc cá nhân đầu tiên trong giới âm nhạc Việt Nam". Musik Exhibition cũng là một phần tham vọng của Hoàng Rob nhằm hiện thực giấc mơ đại chúng violin ở Việt Nam thông qua các loại hình nghệ thuật đại chúng khác nhau. Báo Quân đội Nhân dân đánh giá Mùa hè vĩnh cửu của Hoàng Rob "mơ màng, viễn du" và đặc biệt "đã mở ra không gian âm nhạc rộng lớn từ phần nghe đến phần nhìn". Trong khi đó, báo Dân trí đề cao sự "liều lĩnh" của Hoàng Rob khi "luôn tự do, luôn bùng nổ, không ngại phá vỡ các loại rào cản", để tạo nên hình ảnh "một nghệ sỹ chững chạc, điềm tĩnh".
Tháng 4 năm 2023, Hoàng Rob trở thành nghệ sĩ Việt Nam đầu tiên trình diễn tại Cầu Hôn (Phú Quốc, Kiên Giang) khi chơi 2 giai điệu "Đêm rực rỡ" và "Đại dương lấp lánh" trong khuôn khổ chương trình thời trang Fashion Voyage #5. Anh cũng có lần hiếm hoi xuất hiện trên gameshow truyền hình khi tham gia trình diễn cùng Gil Lê và Minh Đinh tại chung kết chương trình The Heroes.

## Danh sách đĩa nhạc

### Album phòng thu
- Hừng đông (2016)
- Mùa hè vĩnh cửu (2022)

### EP
- Trò chuyện (2019)

### Video âm nhạc
- "Xin mưa rơi nhanh" (sáng tác Duy Sơn, cùng Trung Quân, 2015)
- "Độc ẩm" (sáng tác Khắc Hưng, cùng Kiều Anh, 2015)
- "Say You Do" (sáng tác Tiên Tiên, 2015)
- "Tự nguyện" (sáng tác Trương Quốc Khánh, 2015)
- "Vùng đất quên lãng" (sáng tác Slim V, cùng Gen9, 2015)
- "Cầu vồng đêm mưa" (sáng tác Đỗ Bảo, 2015)
- "Sau tất cả" (sáng tác Khắc Hưng, 2016)
- "Chuyện của mùa đông" (sáng tác Phạm Toàn Thắng, 2016)
- "Cô bé mùa đông" (sáng tác Phạm Toàn Thắng, 2016)
- "Mưa bóng mây" (sáng tác Khắc Hưng, 2016)
- "Tiếng vọng" (sáng tác Khắc Hưng, 2016)
- "Chờ anh nhé" (sáng tác Minh Min, cùng Hoàng Dũng, 2016)
- "Những đứa trẻ" (sáng tác Khắc Hưng, 2016)
- "Bài ca tháng sáu" (sáng tác Đỗ Bảo, 2018)
- "Thế là thôi" (sáng tác Ngô Hoàng Huy, cùng Lê Hiếu, 2019)
- "Đừng rời xa tôi" (sáng tác Quốc Juro, cùng Đức Phúc, 2020)
- "Sunday Love" (sáng tác SlimV, Hoàng Rob, cùng Bùi Lan Hương, 2022)
- "Bữa tiệc phù hoa" (sáng tác Touliver, Mew Amazing, cùng Hồ Ngọc Hà, 2022)

## Liveshow
- Hừng đông (2016)
- Private Concert (2018–nay)
- Trò chuyện (2019)
- Viễn Du – Live violin Concert (2020)
- Muzik Exhibition (2022)